# Brachypremna dispellens
Brachypremna dispellens là một loài ruồi trong họ Ruồi hạc (Tipulidae). Loài này được phát hiện ở miền Tân bắc và Neotropic.